# بوبي بروكس (لاعب كرة قدم أمريكية)
بوبي بروكس (بالإنجليزية: Bobby Brooks)‏ هو لاعب كرة قدم أمريكية أمريكي، ولد في 24 فبراير 1951 في دالاس في الولايات المتحدة.

## وصلات خارجية
- بوبي بروكس على موقع مرجع كرة القدم المحترفة.كوم (الإنجليزية)
- بوبي بروكس على موقع JustSportsStats.com (الإنجليزية)